# Utespelare

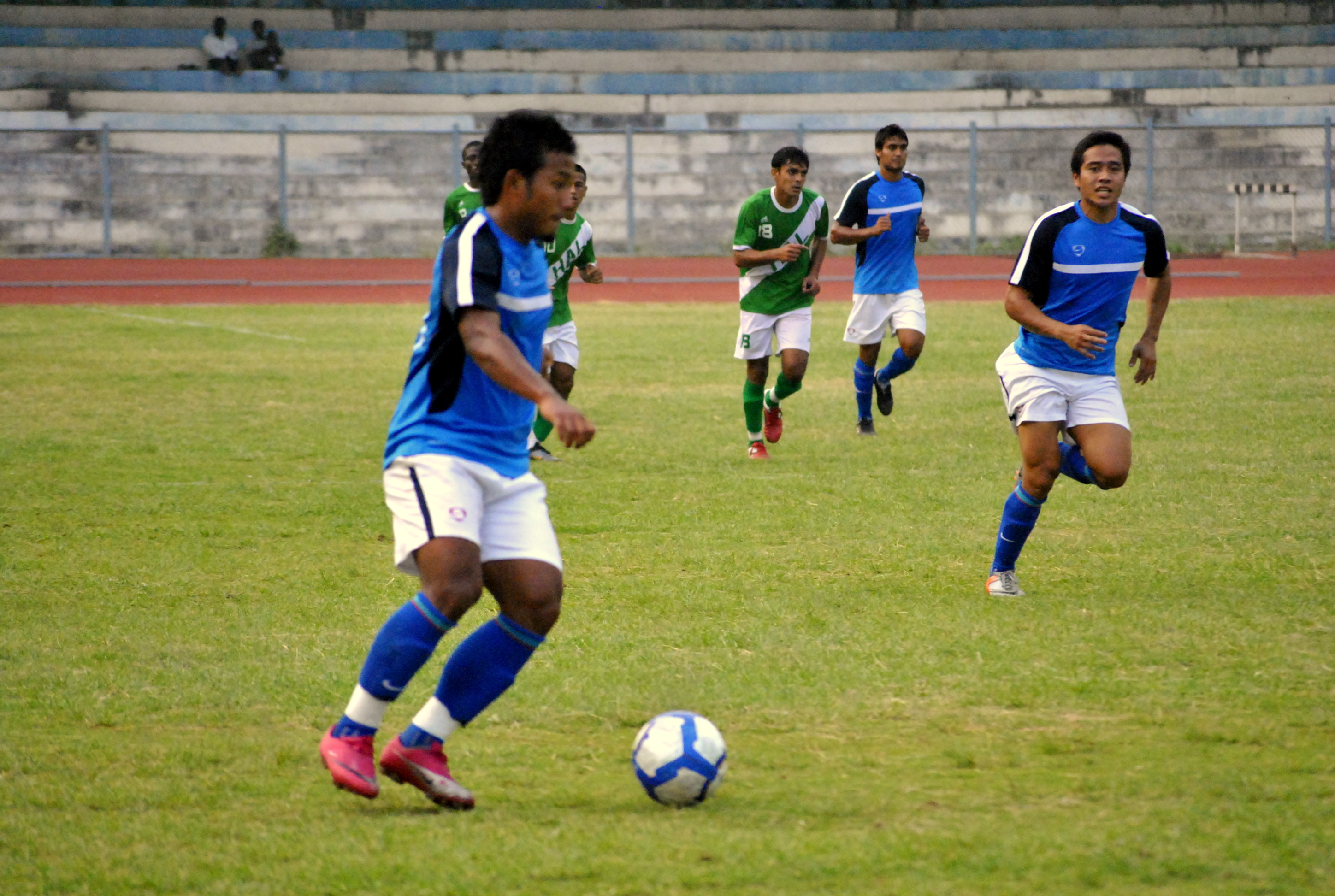
Utespelare i fotboll

Utespelare är i ett antal lagsporter såsom fotboll, handboll, bandy, innebandy och ishockey de spelare som spelar ute på plan, vilket innefattar samtliga spelare i ett lag utom målvakten. Den avgörande skillnaden mellan utespelarna och målvakten varierar mellan de olika sporterna.

## Fotboll
I fotboll är skillnaden mellan utespelarna och målvakten att den senare är den enda spelaren som får röra bollen med händerna i eget straffområde. De två målvakterna, utespelarna och domarna ska bära tröjor med tydligt skiljaktiga färger så domare, spelare och publik kan skilja mellan dem. Målvakterna brukar även utrusta sig med särskild utrustning såsom målvaktshandskar, suspensoar och långbyxor

## Bandy
I bandy är skillnaden mellan utespelarna och målvakten att den senare är den enda spelaren som får spela utan klubba och i eget straffområde röra bollen med händerna, huvud eller vilken del av kroppen den vill, spela utan klubba, spela liggande och kasta sig efter bollen i eget straffområde. De två målvakterna, utespelarna och domarna ska bära tröjor med tydligt skiljaktiga färger så domare, spelare och publik kan skilja mellan dem. Målvakterna brukar även utrusta sig med särskild utrustning såsom diverse skydd, suspensoar och galler på hjälmen

## Innebandy
I innebandy är skillnaden mellan utespelarna och målvakten att den senare är den enda spelaren som får spela utan klubba och i eget straffområde röra bollen med händerna, huvud eller vilken del av kroppen den vill, spela bollen utan klubba och spela bollen liggande i eget straffområde. Målvakten är också den enda som får befinna sig i eget målvaktsområde (målgård). De två målvakterna, utespelarna och domarna ska bära tröjor med tydligt skiljaktiga färger så domare, spelare och publik kan skilja mellan dem. Målvakterna brukar även utrusta sig med särskild utrustning såsom diverse skydd, suspensoar och hjälm

## Handboll
I handboll är skillnaden mellan utespelarna och målvakten att den senare är den enda spelaren som får vidröra golvet i egen målgård. De två målvakterna, utespelarna och domarna ska bära tröjor med tydligt skiljaktiga färger så domare, spelare och publik kan skilja mellan dem. Målvakterna brukar även utrusta sig med särskilda kläder såsom långbyxor och -tröja.

## Ishockey
I ishockey är skillnaden mellan utespelarna och målvakten att den senare är den enda spelaren som får spela pucken i eget målområde och i det röra bollen med händerna en längre stund (tills domaren signalerar för tekning). Målvakterna ska till skillnad från övriga sporter bära samma kläder som utespelarna i samma lag. Målvakterna brukar även utrusta sig med särskild utrustning såsom diverse skydd, större handskar, galler på hjälmen och en bredare klubba.